# Eloping with Auntie
Eloping with Auntie è un cortometraggio muto del 1909 diretto da David W. Griffith. Prodotto e distribuito dalla Biograph Company, il film uscì nelle sale il 24 maggio 1909.

## Trama
Per impedire che una ragazza sposi un giovanotto sgradito alla famiglia, si decide, accompagnata dalla zia, di mandarla in viaggio in Europa. Il suo spasimante però non si perde d'animo e, travestito da donna, si fa passare per la zia, ingannando tutti in modo da portare a buon fine la sua fuga con la ragazza.

## Produzione
Il film fu prodotto dalla Biograph Company.

## Distribuzione
Il copyright del film, richiesto dalla Biograph Co., fu registrato il 22 maggio 1909 con il numero H127383.
Distribuito dalla Biograph Company, il film - un cortometraggio di 187 metri - uscì nelle sale cinematografiche USA il 24 maggio 1909. Nelle proiezioni, veniva programmato con il sistema dello split reel, accorpato in un'unica bobina con un altro cortometraggio prodotto dalla Biograph diretto da Griffith, Two Memories.
Non si conoscono copie ancora esistenti della pellicola che viene considerata presumibilmente perduta.